# Katymár
Katymár este un sat în districtul Bácsalmás, județul Bács-Kiskun, Ungaria, având o populație de 2.135 de locuitori (2011). 

## Demografie
Componența etnică a satului Katymár
     Maghiari (83,21%)
     Croați (8,68%)
     Germani (4,65%)
     Romi (2,37%)
     Necunoscut (0,24%)
     Sârbi (0,85%)
     Alții (0,24%)
Componența confesională a satului Katymár
     Romano-catolici (54,75%)
     Fără religie (12,51%)
     Reformați (6,28%)
     Necunoscută (25,39%)
     Alte religii (1,5%)
Conform recensământului din 2011, satul Katymár avea 2.135 de locuitori. Din punct de vedere etnic, majoritatea locuitorilor (83,21%) erau maghiari, existând și minorități de croați (8,68%), germani (4,65%) și romi (2,37%). Apartenența etnică nu este cunoscută în cazul a 0,24% din locuitori.  Din punct de vedere confesional, majoritatea locuitorilor (54,75%) erau romano-catolici, existând și minorități de persoane fără religie (12,51%) și reformați (6,28%). Pentru 25,39% din locuitori nu este cunoscută apartenența confesională.